# El Tintal

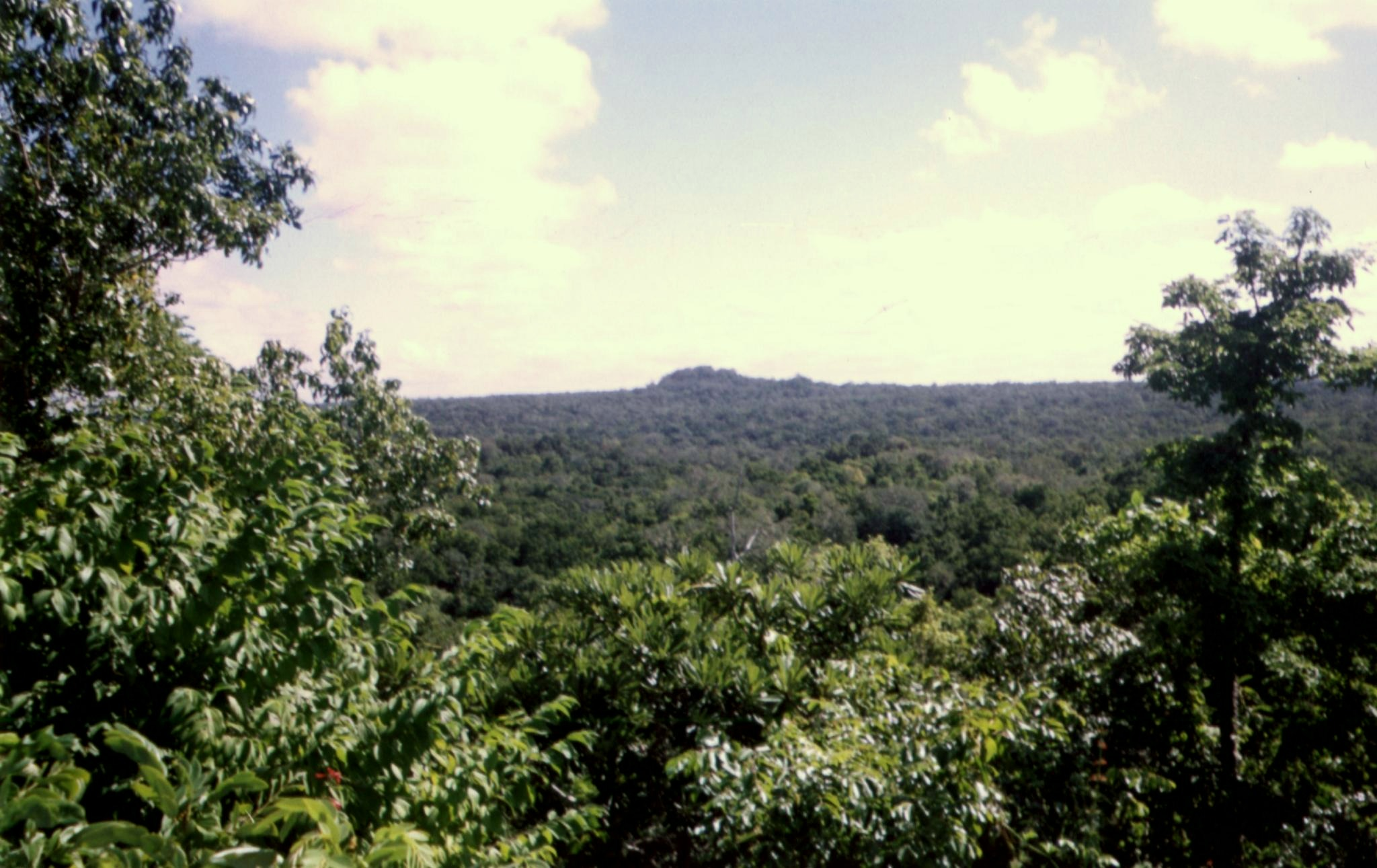
Blick über die größtenteils noch von Urwald bedeckte Stätte El Tintal

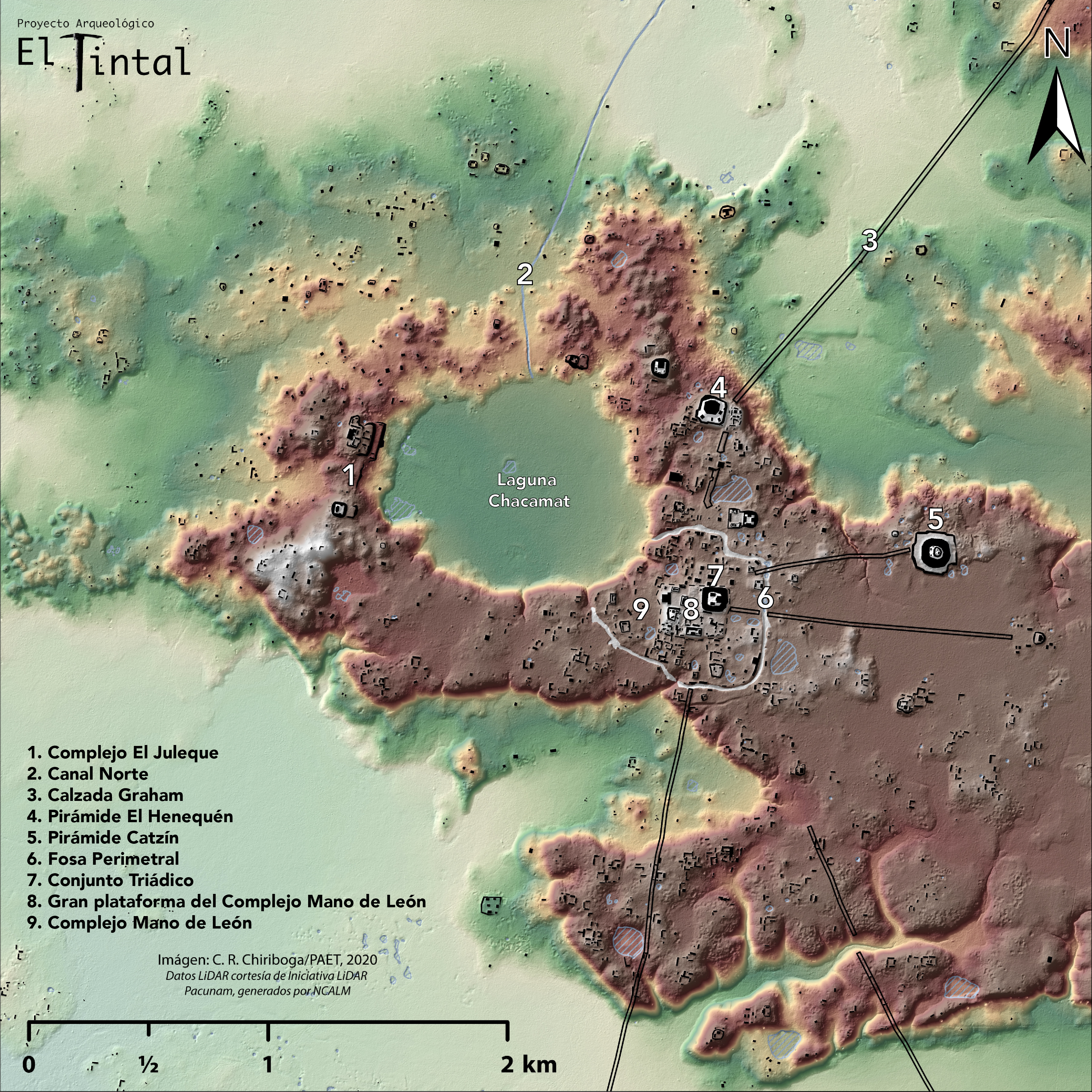
Archäologische Stätte von El Tintal

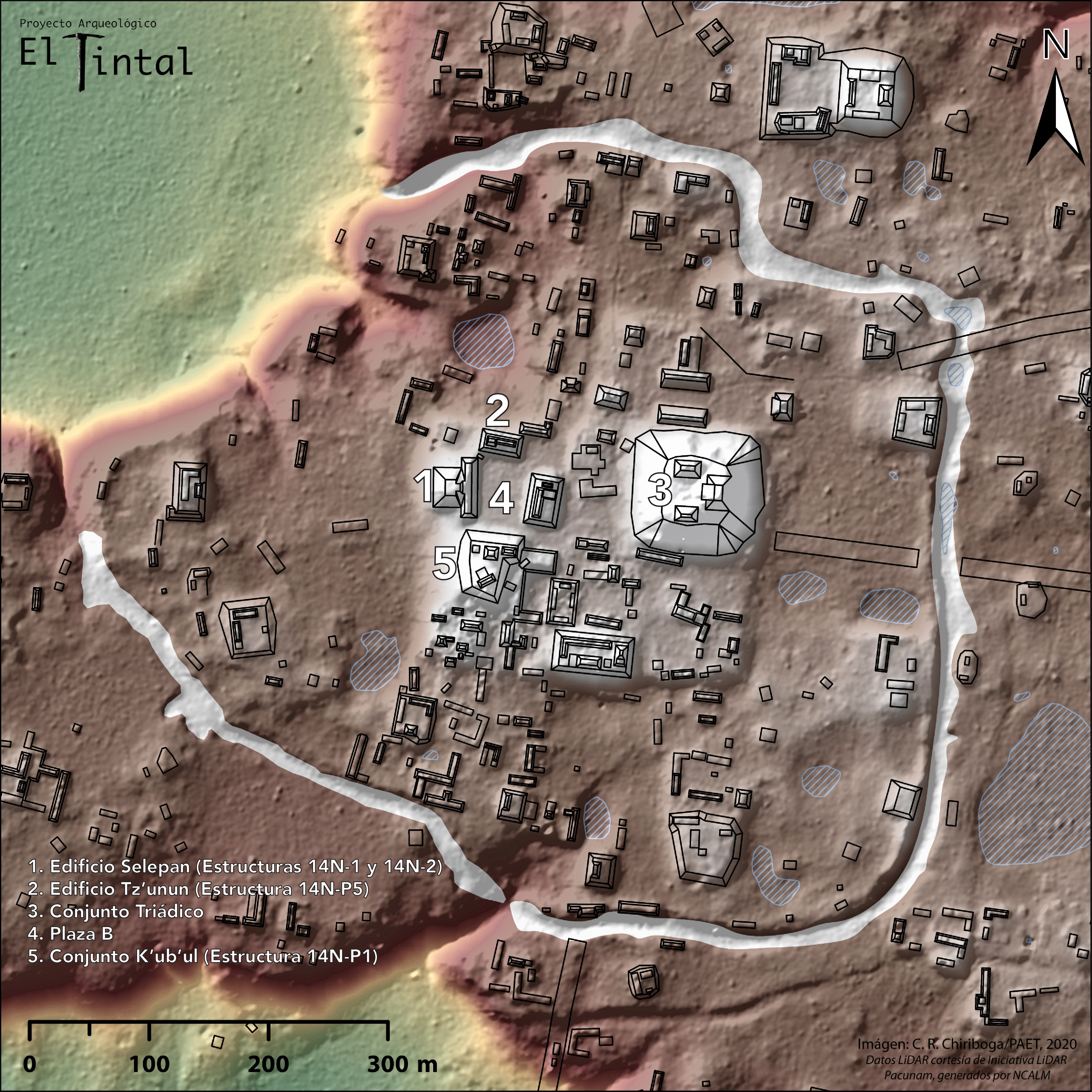
Karte des Zeremonialzentrums von El Tintal

El Tintal ist eine große, erst im Jahr 1966 entdeckte und nur in geringen Teilen erforschte Maya-Stätte im Departamento Petén im Norden Guatemalas. Mit einer Gesamtfläche von ca. 25 km² gilt sie als eine der größten Maya-Stätten überhaupt.

## Lage
Die ca. 280 m hoch gelegene Maya-Stätte El Tintal befindet sich – teilweise umschlossen von einem ca. 2 km langen ringförmigen Kanal – am Rand eines beinahe kreisrunden Lagunensees (Laguna Chacamat) ca. 15 km nördlich des kleinen Dorfes Carmelitas bzw. knapp 20 km südwestlich der Ruinenstätten von El Mirador und Nakbé im kaum erschlossenen Dschungel von El Petén nahe der Grenze zu Mexiko. Die Anreise ist nur mit einem geländegängigen Fahrzeug möglich und sollte in Begleitung eines ortskundigen Führers unternommen werden.

## Geschichte
Die unter Kautschuk-Sammlern schon länger bekannte Maya-Stätte von El Tintal (der ursprüngliche Name ist unbekannt) wurde erstmals im Jahr 1966 von dem britischen Mesoamerika-Forscher Ian Graham († 2017) beschrieben und im Jahr 1970 auch ansatzweise erforscht. Er gab der Stätte ihren heutigen Namen. Weitere Ausgrabungsarbeiten erfolgten Ende des 20. und zu Beginn des 21. Jahrhunderts. Nach bisherigen Erkenntnissen war sie in der Zeit von ca. 1000 v. Chr. bis etwa 1000 n. Chr. besiedelt, wobei allerdings zwei Blütezeiten festzustellen sind – die der späten Präklassik (um 300 v. Chr.) und die der späten Klassik (um 900 n. Chr.) Bereits vor, aber auch nach ihrer Veröffentlichung wurde die Stätte von Raubgräbern verwüstet.

## Architektur
Mit den Nachbarstädten war El Tintal über bis zu 5 m hohe und bis zu 40 m breite Straßen (sacbés) verbunden. Bislang wurden drei Tempelpyramiden und ca. 850 größere Baustrukturen ermittelt. Die mit ca. 44 m größte Pyramide besaß neben den Haupttempel zwei weitere, rechtwinklig dazu angeordnete Nebentempel, wodurch eine in Mesoamerika weitverbreitete „triadische Gesamtkomposition“ entsteht. Der unmittelbar nördlich der Hauptpyramide befindliche Ballspielplatz war einer der größten im Maya-Gebiet.

## Stelen
Bislang wurden nur wenige Stelen bzw. Stelenreste entdeckt. Sie zeigen allesamt eher abstrakte, nichtfigürliche Formen und tragen keine Schriftzeichen.